# Lot-et-Garonne
Lot-et-Garonne este un departament din sud-vestul Franței, situat în regiunea Aquitania. Este unul dintre departamentele originale ale Franței create în urma Revoluției din 1790. În 1808 câteva cantoane au fost dezlipite și au intrat în componența departamentului Tarn-et-Garonne. Este numit după râurile Lot și Garonne care traversează departamentul.

## Localități selectate

### Prefectură
- Agen

### Sub-prefecturi
- Marmande
- Nérac
- Villeneuve-sur-Lot

## Diviziuni administrative
- 4 arondismente;
- 40 cantoane;
- 319 comune;